# Тиша Йовли
Тиша Йовли — средневековый башенный город-поселение в Ингушетии. Расположен в Джейрахском районе. Ныне покинутый населённый пункт; административно относится к Йовли и вместе с ним входит в сельское поселение Гули, однако географически, в различных источниках, выделяется как отдельное селение. Из Тиша Йовли ведёт своё происхождение крупнейший ингушский тейп Йовлой.
На территории города-поселения «Тиша Йовли» имеется множество исторических объектов средневековой ингушской архитектуры: одна боевая башня (вӀов) и восемь жилых башен (гӀала), а также один каменноящичный и более 10 полуруинированных наземных склеповых могильников. В настоящее время данные объекты и вся территория поселения входят в Джейрахско-Ассинский государственный историко-архитектурный и природный музей-заповедник и находятся под охраной государства.

## География
Расположен к востоку от районного центра Джейрах, неподалёку от берега реки Асса. Ближайшие населённые пункты: на юго-западе — Хайрах и храм Тхаба-Ерды; на севере — Барах; на северо-востоке — Пялинг, Ний; на юге — Йовли.

## История
Тиша Йовли являлся одним из известных средневековых центров ювелирного дела, наряду с Эгикалом, Цори и Эрзи, где мастера-ювелиры изготовляли несколько десятков типов и многочисленных разновидностей только металлических сережек и подвесок, отличавшихся изяществом форм и сложностью работ (чернение, зернение, золочение, инкрустация и др.). Были распространены серповидные восьмилопастные подвески из серебра, близкие типологически височным кольцам вятичей. Они служили для широкой меновой торговли.
С северной стороны к Тиша Йовли примыкала высокая заградительная стена с широкими арочными запирающимися воротами, у которой постоянно дежурила хорошо вооруженная многочисленная местная стража, контролировавшая пролегавшую здесь жизненно важную торгово-транспортную магистраль «Дорогу ингушей». За проход взималась определенная плата скотом, оружием, тканями, металлами и т. п.).
14, 15 июня 1830 г. Тиша Йовли и Йовли были взорваны генералом Абхазовым, за отказ жителей этих сёл прислать старшин для присяги и выдать аманатов. Склепы также сильно повреждены. В своем донесении наместник Кавказа Паскевич, военному министру Чернышеву об экспедиции генерал-майора Абхазова против ингушей 31 августа 1830 года под № 565 сообщал:

«В ночь с 14-го на 15-е прибыла в лагерь левая колонна после весьма трудного перехода по карнизу скал, ограждающих р. Ассу. Во время двухдневного пребывания соединенного отряда на р. Ассе, приведены были к присяге на верноподданство деревни галгайские, из коих две Верхние и Нижние Яулы, расположенные на противоположном берегу р. Ассы, отказавшиеся прислать старшин для присяги и выдать аманатов, были сожжены кавалериею, переправившеюся через довольно глубокую и быструю р. Ассу».